# HD 33555
HD 33555，又名BD-02 1161，SAO 131847、HR 1685，是一颗恒星，视星等为6.25，位于銀經203，銀緯-23.29，其B1900.0坐标为赤經5h 5m 55.4s，赤緯-2° -23.29′ 27″。